# Stanisław Leon Machowiak
Stanisław Leon Machowiak (ur. 8 maja 1935 w Luboni, zm. 9 marca 2019) – polski niewidomy poeta. Wieloletni członek poznańskiego oddziału ZLP.

## Życiorys
Urodził się w 1935 roku w Luboni, niedaleko Leszna. W czasie okupacji stracił wzrok. Po ukończeniu szkoły podstawowej przeniósł się do Poznania. Pracował tam jako robotnik w spółdzielni inwalidów niewidomych. Pracując, jednocześnie uzupełniał wykształcenie – ukończył szkołę średnią oraz studia na UAM. W latach 1975–1989 pracował jako nauczyciel w ośrodku w Owińskach k. Poznania.
Debiut pisarski w 1963 roku w czasopiśmie Weteran, a książkowy w 1982 roku nakładem Czytelnika – tomikiem poetyckim „Noce ze słońcem”. Łącznie jest autorem 20 tomików poetyckich, oraz czterech tomików dla dzieci. Jego wiersze przetłumaczono na języki białoruski, bułgarski, czeski, francuski, esperanto, grecki, niemiecki, ormiański, rosyjski, szwedzki ukraiński i włoski.
Za swoją twórczość otrzymał Złoty Krzyż Zasługi, medal Zasłużonego Działacza Kultury, Honorową Odznakę Miasta Poznania i Srebrną Odznakę PZN. 24 maja 2011 roku odznaczony został medalem: „Zasłużony dla Województwa Wielkopolskiego”. Kawaler Orderu Uśmiechu w 2000 r.

## Spuścizna
- Noce ze słońcem, 1982
- I było światło, 1986
- Jak krzyk milczenia, 1990, Biała seria Biblioteki poetyckiej
- Słowem–światem, 1991
- Niech milczą słowa, 1992
- Światło zapisane, 1993
- Góry nad górami, 1993, Biała seria Biblioteki poetyckiej
- Światło przed słowem, 1994, Biała seria Biblioteki poetyckiej
- Epitafia, 1993
- Między żywiołami, 1995, Biała seria Biblioteki poetyckiej
- Psalmy, 2014
- Psalmy o cierpieniu, 2016
- Oczyma duszy – wybór wierszy na kasecie wydanej nakładem Zakładu wydawnictw i nagrań PZN
- W mieście ratuszowych koziołków, 1990
- Święci wśród nas, 1992
- proza Listy bez odpowiedzi i Podniesiony z kolan